# Mateo García de Zúñiga
Mateo García de Zúñiga (Gualeguaychú, Entre Ríos, Argentina 1795 - Montevideo, Uruguay mayo de 1872) fue un político argentino, militar y estanciero que ejerció como gobernador de Entre Ríos.

## Origen Familiar
Nació en Gualeguaychú en 1795. Perteneciente al clan de los García de Zúñiga, hijo del estanciero Esteban García de Zúñiga y de María Agustina Moxlins, y nieto del mercader Alonso García de Zúñiga.    

## Biografìa
Estudió en Buenos Aires y en su juventud se dedicó a la administración de sus campos. Era uno de los hacendados más ricos de su provincia, llegó a poseer 250 mil hectáreas fértiles en la actual provincia de Entre Ríos.

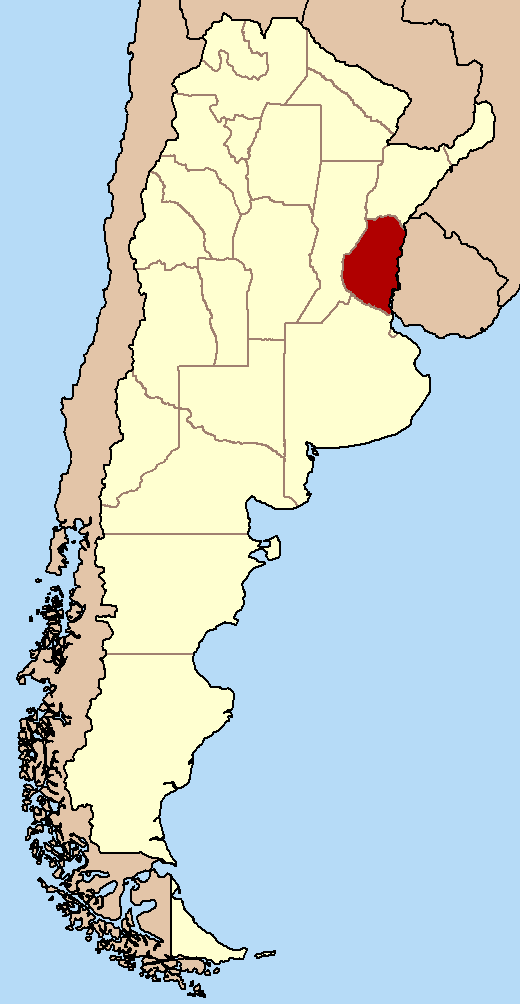
Provincia de Entre Ríos.

En 1815 se negó rotundamente a pagar las contribuciones requeridas por el caudillo federal José Artigas, de modo que su estancia fue confiscada. En respuesta, pidió ayuda al gobierno central, con el que los federales estaban en guerra civil, pero cayó rápidamente prisionero y fue condenado a muerte por desertor, pero gracias a sus influencias y a pedido de su amigo López Jordán, fue indultado por el medio hermano de éste, Francisco Ramírez.
Cuando la República de Entre Ríos fue disuelta, recuperó sus tierras, y el gobernador Lucio Norberto Mansilla lo nombró comandante de Gualeguaychú. Ascendido al grado de coronel, ocupó por corto tiempo el cargo de comandante de toda la costa del río Uruguay, durante el gobierno del coronel Juan León Solas.
Cuando terminó el mandato de Solas, en 1824, fue elegido en su reemplazo el general López Jordán, pero Solas se negó a reconocerlo. López Jordán llamó en su ayuda a varios comandantes militares, entre ellos García de Zúñiga. Estuvieron a punto de llegar a un enfrentamiento armado – y de hecho hubo varios encuentros menores – hasta que la intervención del coronel Manuel Escalada obligó a López Jordán a renunciar al puesto para el que había sido elegido. En su lugar asumió el coronel Vicente Zapata, que contaba con la ayuda del joven Justo José de Urquiza.
El gobierno de Zapata se encontró con una crisis de falta de fondos, y para solucionarla intentó imponer la circulación de papel moneda. El resultado fue la desaparición casi completa de la moneda metálica y la devaluación, con lo que la mayor parte de la población vio caer sus ingresos, al tiempo que las finanzas de la provincia quedaron aún peor. Al borde de la sublevación general de la provincia, Zapata presentó la renuncia.
En su lugar fue elegido el coronel Mateo García de Zúñiga, que asumió el 2 de marzo de 1827. Falto de reales apoyos, expulsó de la capital de la provincia a los líderes del partido opositor: Solas, Pedro Barrenechea, Evaristo Carriego y "Felipillo" Rodríguez. Poco después, apoyado por el presidente de la legislatura, Urquiza, rechazó la constitución unitaria del año anterior. A las pocas semanas adhirió a un tratado entre las diez provincias federales, por el que se declaraba inexistente el gobierno de Bernardino Rivadavia y se llamaba a un nuevo congreso nacional, que debería reunirse en Santa Fe.
Se dedicó con prioridad a reorganizar las finanzas de la provincia – desechando el proyecto del papel moneda – y rearmando el ejército provincial. También la administración de justicia fue reorganizada. Durante la Guerra del Brasil, el gobernador tuvo una actitud – como mínimo, ambigua – su primo Tomás García de Zúñiga era un destacado dirigente del partido favorable al Brasil en la Banda Oriental, y él mismo apoyó las actividades de la flota imperial. Se negó por completo a prestar ayuda militar al ejército de Lavalleja o al que más tarde dirigiría Alvear.
La prohibición de faenar ganado cimarrón hizo estallar una revuelta, dirigida por un capitán de apellido Cóceres. El gobernador envió para perseguirlos a López Jordán y a Manuel Antonio Urdinarrain, que capturaron al cabecilla y lo fusilaron. Pero enseguida estalló una revuelta en la capital, exigiendo la renuncia de García de Zúñiga, apoyada por el exgobernador Solas. La legislatura cedió, y en su lugar fue elegido nuevamente Zapata, el 27 de septiembre. Había gobernado algo más de seis meses.
Se retiró a Santa Fe y de allí a Buenos Aires, donde residió por largos años. Realizaba frecuentes viajes a Entre Ríos, y el pacificador gobierno de Pascual Echagüe le permitió recuperar y aumentar su poderío económico.
A pesar de que había tenido buenas relaciones económicas con Urquiza, la llegada de éste al gobierno y su relación con Juan Manuel de Rosas lo pusieron en una situación peligrosa, que empeoró con la llegada del caudillo entrerriano a la presidencia argentina. Emigró en 1854 a Montevideo, desde donde alquiló sus campos al financista británico Samuel Lafone. Inició un juicio contra Urquiza, que terminaría a su favor tras la muerte del caudillo.
Falleció en Montevideo en mayo de 1872.